# Lesley Goldie
Lesley Goldie fue una actriz, profesora y diseñadora británica de principios de los años 1970, especialmente conocida por sus apariciones en El show de Benny Hill como invitada especial, también así como por su encantadora apariencia. 
Su trabajo incluyó apariciones con Mike y Bernie Winters, Frankie Howerd, Des O'Connor y Jimmy Tarbuck; y también en programas televisivos como Bless This House, Bachelor Father (serie británica), Father, Dear Father y Tales of the Unexpected (serie de TV) en la cual tuvo un pequeño papel en un episodio de 1981, su último papel conocido como actriz hasta el momento; la versión de 1973 del film Love Thy Neighbour.
Actuó en el London Stage Theatre en la obra Suddenly at Home, en el papel de Maggie Howard, de 1972-73 y en The Gay Lord Quex, en 1975, dirigido por John Gielgud y también co-protagonizando Dame Judi Dench y Siân Phillips.
Goldie también tuvo una carrera como profesora de inglés al final de los años 1970.